# موسیقی در ایتالیا

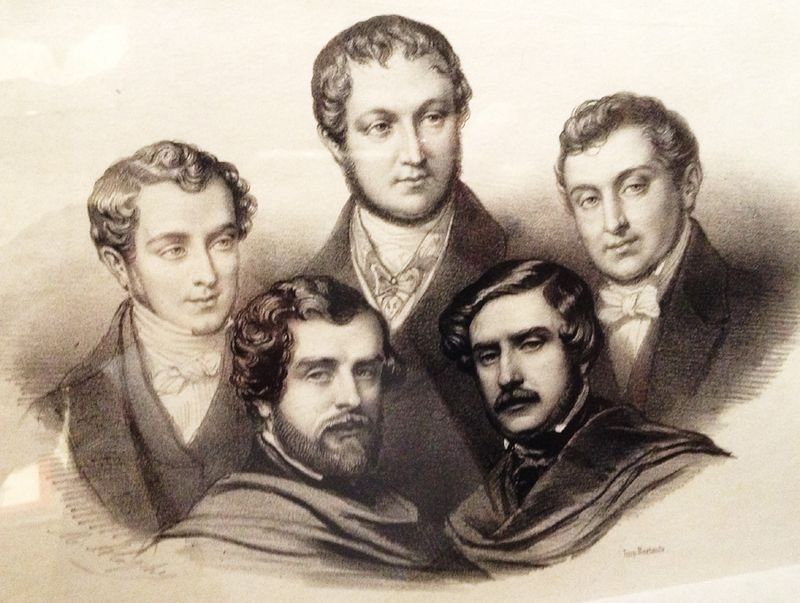
برترین آهنگسازان ایتالیایی روسینی، بلینی، ریچی، مرکادانته و دونیزتی

موسیقی به‌طور سنتی یکی از نشانه‌های فرهنگی ملی ایتالیایی و هویت قومی بوده است و جایگاه مهمی در جامعه و سیاست این کشور داشته است. نوآوری‌های موسیقی ایتالیایی، در مقیاس موسیقی، هارمونی، نت نویسی، و تئاتر – توسعه در سبک‌های اپرا و بخش زیادی از موسیقی کلاسیک مدرن اروپایی – مانند سمفونی و کنسرتو – را امکان‌پذیر کرد، طیف گسترده‌ای از اپرا و موسیقی کلاسیک سازشده و موسیقی محبوب کشیده شده را از منابع بومی و وارداتی شامل می‌شود با استفاده از ابزارهای مرتبط با موسیقی کلاسیک، از جمله پیانو و ویولن که در ایتالیا اختراع شدند.
مهم‌ترین آهنگسازان ایتالیا شامل پالسترینا، کلودیو مونته‌وردی جزوآلدو بوفالینو از دوره رنسانس؛ الساندرو اسکارلاتی و آنتونیو ویوالدی از دوره باروک؛ نیکولو پاگانینی و جواکینو روسینی از موسیقی دوره کلاسیک؛ و جوزپه وردی و جاکومو پوچینی از موسیقی رمانتیک هستند.
موسیقی کلاسیک در ایتالیا جایگاه بسیار قوی‌ای دارد، این امر با شهرت خانه‌های اپرای آن مانند لا اسکالا و هنرمندانی مانند پیانیست مشهور مائوریتسیو پولینی و خواننده تنور لوچیانو پاواروتی قابل مشاهده است. کشور ایتالیا به عنوان زادگاه اپرا شناخته می‌شود.
گمان می‌رود اپرای ایتالیایی در قرن هفدهم در این کشور بنیان‌گذاری شده باشد.
موسیقی محلی ایتالیایی بخش مهمی از میراث موسیقی این کشور است که طیف گسترده‌ای از مجموعه‌های متنوع از سبک‌های منطقه‌ای، سازها و رقص‌ها را در برمی‌گیرد. موسیقی کلاسیک ساز و آواز قسمت نمادین از هویت ملی ایتالیایی است که شامل موسیقی هنری تجربی و ترکیبات بین‌المللی تا موسیقی سمفونیک و اپرا می‌شود. اپرا جزء جدایی‌ناپذیر از فرهنگ موسیقی ایتالیایی است که بخش عمده‌ای از موسیقی عامه پسند را دربر گرفته است.
ترانه ناپولیتانا (Canzone Napoletana) و سنت‌های خوانندگی-آهنگسازی کانتائوتوری (cantautori) نیز از سبک‌های محبوب کشور ایتالیا است که بخش مهمی از صنعت موسیقی این کشور را تشکیل می‌دهند.
موسیقی جاز که در اوایل دهه ۱۹۲۰ در ایتالیا به شهرت رسید، جایگاه محکمی در ایتالیا پیدا کرد، با وجود سیاست‌های بیگانه‌هراسی رژیم فاشیستی در میان عامه محبوب باقی ماند. ایتالیا در جنبش‌های پراگرسیو راک و پاپ در دهه ۱۹۷۰ نمایندگانی داشت، از جمله گروه‌هایی مانند پی‌اف‌ام، بانکو دل موتوو سوکورسو، له اورمه، گابلین و پوه.
در همین دوره، سینمای ایتالیا نیز تنوع بیشتری پیدا کرد و فیلم‌های استودیوی چینه‌چیتا شامل موسیقی‌های پیچیده‌ای از آهنگسازانی مانند انیو موریکونه بودند. در دهه ۸۰ میلادی، اولین ستاره‌ای که از موسیقی هیپ‌هاپ ایتالیایی ظهور کرد، خواننده‌ای به نام لورنزو جوانوتی بود. گروه‌های موسیقی متال ایتالیایی که به شهرت جهانی رسیدند شامل راپسودی آو فایر، لاکونا کویل، الوین روی کینگ، فورگاتن تومب و فلش‌گاد آپوکالیپس هستند.
ایتالیا در توسعه موسیقی دیسکو و موسیقی الکترونیک نیز نقشی پررنگ داشته است، به‌ویژه با سبک ایتالو دیسکو که به خاطر صدای آینده‌نگرانه و استفاده برجسته از سینث‌سایزر و درام ماشین‌ها شناخته می‌شود و یکی از نخستین ژانرهای رقص الکترونیک به‌شمار می‌آید. تهیه‌کنندگانی مانند جورجو مورودر که برنده سه جایزه اسکار و چهار گلدن گلوب شده، تأثیر زیادی در پیشرفت موسیقی رقص الکترونیک داشتند. موسیقی پاپ ایتالیا هر ساله در جشنواره موسیقی سانرمو نمایان می‌شود؛ جشنی که الهام‌بخش مسابقه آواز یوروویژن نیز بوده است. جیلیولا چینکوئتی، توتو کوتونیو و گروه منسکین به ترتیب در سال‌های ۱۹۶۴، ۱۹۹۰ و ۲۰۲۱ برنده مسابقه یوروویژن شدند. خوانندگانی مانند دومنیکو مودونیو، مینا، آندره‌آ بوچلی، رافائلا کارا، ایل وولو، آلبانو کاریزی، توتو کوتونیو، نک، اومبرتو توزی، جورجیا، برنده جایزه گرمی، لائورا پائوزینی، اروس راماتسوتی، تیزیانو فرو، مانسکین، محمود و غالی مورد تحسین بین‌المللی قرار گرفته‌اند.

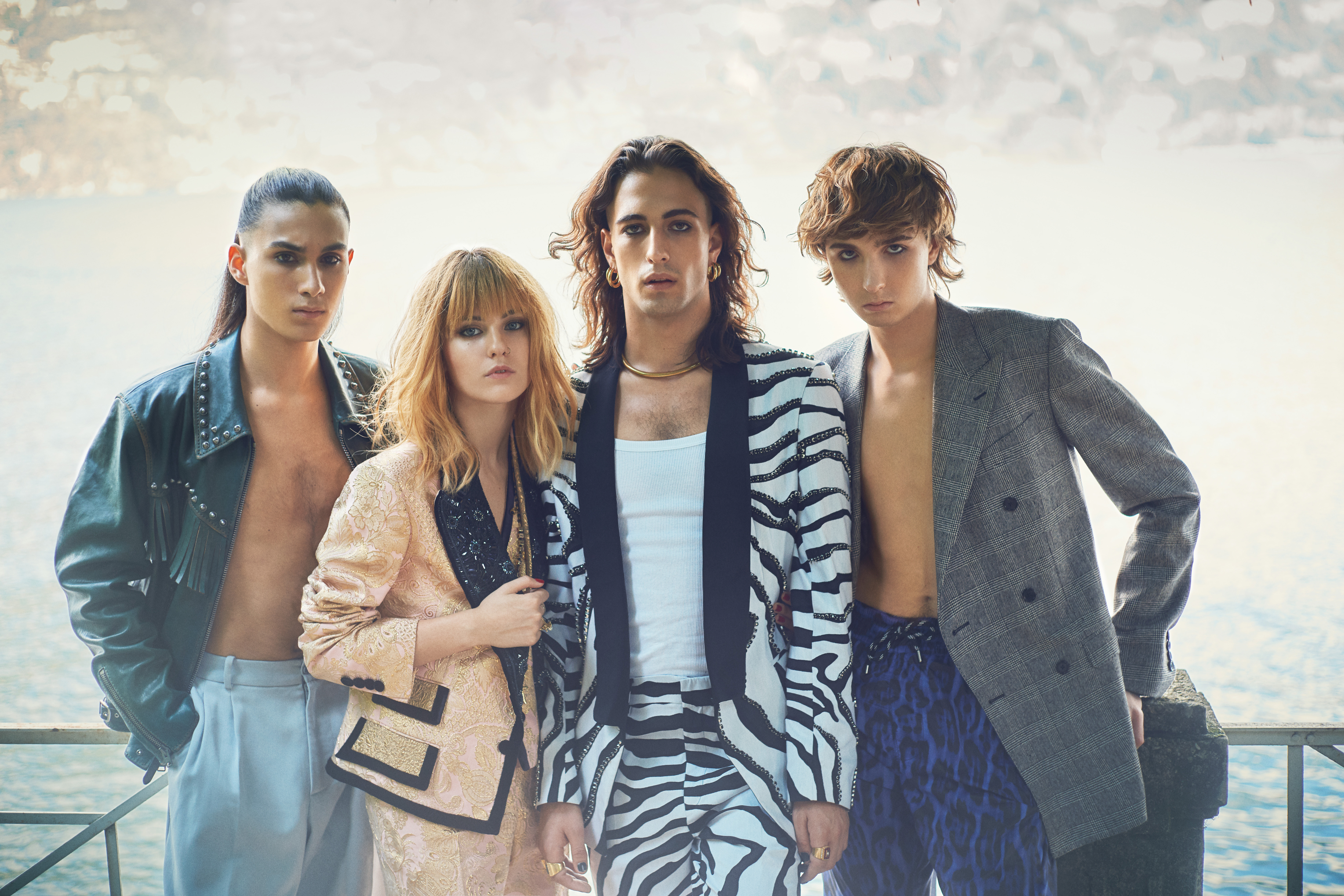
گروه مانسکین که در سال ۲۰۲۱ برنده مسابقه آواز یوروویژن شدند

## ویژگی‌ها
موسیقی ایتالیایی نقش برجسته‌ای در توسعه موسیقی هنری غرب داشته است. سنت‌های آن به دلیل تنوع زیاد و مشارکت در اشکال مذهبی و غیرمذهبی، از جمله اپرا، سرود گریگوریایی، و مجموعه‌ای از ژانرهای سازی، شناخته می‌شوند.
میراث موسیقایی شبه‌جزیره ایتالیا پیش از یکپارچگی این کشور در قرن نوزدهم شکل گرفته و نوآوری‌هایی مانند نگارش اولیه نت‌های موسیقی و تدوین سرودهای مذهبی ساده (پلین‌چنت) را در بر می‌گیرد. این دستاوردها به‌طور گسترده مورد مطالعه قرار گرفته‌اند و به‌عنوان پایه‌های اساسی در تاریخ کلی موسیقی اروپا شناخته می‌شوند.
در امپراتوری روم، موسیقی همراه با آیین‌های مذهبی، رویدادهای نظامی و اجراهای نمایشی استفاده می‌شد. در دوران قرون وسطی و رنسانس، ایتالیا به یکی از مراکز اصلی نوآوری موسیقایی تبدیل شد و فرم‌هایی مانند مادریگال را به وجود آورد و تکنیک‌های آهنگسازی چندصدایی را گسترش داد. در دوران باروک، سبک‌هایی مانند اپرا، کنسرتو و سوناتا پدید آمدند و آهنگسازانی همچون کلودیو مونته‌وردی، آرکانجلو کورلی و آنتونیو ویوالدی نقش کلیدی در توسعه آن‌ها ایفا کردند.
تا قرن نوزدهم، اپرا به‌شدت با هویت ملی ایتالیا گره خورده بود. آثار جوزپه وردی به‌ویژه با آرمان‌های جنبش ریسورجیمنتو، که برای وحدت ایتالیا تلاش می‌کرد، مرتبط بودند.
در قرن بیستم، زندگی موسیقایی در ایتالیا تحت تأثیر تغییرات سیاسی و اجتماعی، پیشرفت‌های فناورانه و افزایش آشنایی با گرایش‌های بین‌المللی موسیقی عامه‌پسند قرار گرفت.